# Damien Tricoire
Damien Tricoire (* 1981) ist ein französisch-deutscher Historiker und Professor für Geschichte der Frühen Neuzeit an der Universität Trier.

## Leben
Er studierte in Paris, Köln, Berlin, München und Warschau (2004 Master in neuester Geschichte am Institut d’études politiques de Paris und 2006 Master in Osteuropastudien an der LMU München. Masterarbeit zu den Anfängen des polnischen Marienpatronats bei Martin Schulze Wessel. Von 2007 bis 2011 war er Doktorand an der LMU München bei Martin Schulze Wessel und der Sorbonne bei Denis Crouzet). Von 2011 bis 2020 war er wissenschaftlicher Mitarbeiter an der Martin-Luther-Universität Halle-Wittenberg, wo er sich 2016 habilitierte (Venia Legendi in Neuerer und Neuester Geschichte). Seit 2020 ist er Inhaber der W3-Professur für Geschichte der Frühen Neuzeit in Trier.
Seine Forschungsschwerpunkte sind Religionsgeschichte der Politik, Religionsgeschichte (insb. Katholische Reform, Jansenismus, Endzeitvorstellungen, Deismus), Global- und Kolonialgeschichte (insb. interkulturelle Begegnungen, Kolonialpolitik, koloniales Wissen, Rassismusgeschichte), Aufklärungs- und Ideengeschichte, Wissensgeschichte der Politik, Geschichte der Öffentlichkeit, der politischen Information und Polemik und Patronageforschung.

## Schriften (Auswahl)
- Mit Gott rechnen. Katholische Reform und politisches Kalkül in Frankreich, Bayern und Polen-Litauen. Göttingen 2013, ISBN 3-525-31018-8.
- mit Andreas Pečar: Falsche Freunde. War die Aufklärung wirklich die Geburtsstunde der Moderne?. Frankfurt am Main 2015, ISBN 3-593-50474-X.
- als Herausgeber mit Laura Hölzlwimmer, Johannes Gleixner und Christian Preusse: Konkurrierende Ordnungen. Verschränkungen von Religion, Staat und Nation in Ostmitteleuropa vom 16. bis zum 20. Jahrhundert. München 2015, ISBN 978-3-86688-502-8.
- Der koloniale Traum. Imperiales Wissen und die französisch-madagassischen Begegnungen im Zeitalter der Aufklärung. Köln 2018, ISBN 3-412-51131-5.
- Enlightened Colonialism : Civilization Narratives and Imperial Politics in the Age of Reason, 2017, ISBN 978-3-319-54280-5